# Hawdon (rivière)
La rivière Hawdon  (en anglais : Hawdon River) est un cours d'eau de l’Île du Sud de la Nouvelle-Zélande.

## Géographie
Une de ses sources provient de la région de Canterbury. Elle s’écoule vers le sud à travers le Parc national d'Arthur's Pass, atteignant la rivière Waimakariri vers le nord de la ville de Cass.